# Cobitis maroccana
Cobitis maroccana es una especie de peces de la familia Cobitidae en el orden de los Cypriniformes.

## Reproducción
Es ovíparo.

## Morfología
- Los machos pueden llegar alcanzar los 8 cm de longitud total.[2]

## Hábitat
Vive en zonas de clima templado.

## Distribución geográfica
Se encuentran en pequeños afluentes de los ríos Loukkos y  Sebou (norte de Marruecos ) También en la península ibérica en las cuencas del Tajo, Guadiana, Guadalquivir, Jucar y Segura.

## Estado de conservación
Está amenazada de extinción debido a la contaminación y de la destrucción de su hábitat natural.